# Krókion
Krókion (Krokio) är en ort i Grekland.   Den ligger i prefekturen Nomós Magnisías och regionen Thessalien, i den centrala delen av landet, 160 km nordväst om huvudstaden Aten. Krókion ligger 79 meter över havet och antalet invånare är 499.
Terrängen runt Krókion är kuperad åt sydväst, men åt nordost är den platt.Runt Krókion är det glesbefolkat, med 19 invånare per kvadratkilometer. Närmaste större samhälle är Almyrós, 2,6 km söder om Krókion. Trakten runt Krókion består till största delen av jordbruksmark.